# Нейтронізація
Нейтронізація — процес захоплення електронів ядрами при високій густині в надрах зір на завершальних етапах їхньої еволюції. Нейтронізація відіграє ключову роль в утворенні нейтронних зір і спалахах наднових.
На початкових стадіях зоряної еволюції вміст гелію в зорі становить ~25 % (така концентрація гелію в міжзоряному середовищі — результат первинного нуклеосинтезу), тобто відношення нейтронів до протонів становить 1:6. На кінцевих стадіях еволюції речовина зорі може практично повністю складатися з нейтронів (нейтронні зорі).

## Механізм нейтронізації

### Зворотний бета-розпад
У ході еволюції густина речовини в надрах зір збільшується, при зростанні густини виникає ситуація виродження електронного газу, при цьому внаслідок принципу Паулі електрони набувають релятивістських швидкостей (коли густина {\displaystyle \rho >10^{6}} г/см 3). Починаючи з деякого критичного значення енергії електрона {\displaystyle \varepsilon _{c}} починаються процеси захоплення електронів ядрами, зворотні {\displaystyle \beta } -розпаду:
{\displaystyle (A,Z)+{\rm {e}}^{-}\to (A,Z-1)+\nu .}
Умовою захоплення електрона ядром (A, Z) (А масове число, Z порядковий номер елемента) при нейтронізації є перевищення енергією Фермі {\displaystyle \varepsilon _{\text{F}}} електрона енергетичного ефекту {\displaystyle \beta } -розпаду {\displaystyle \varepsilon _{c}} :
{\displaystyle \varepsilon _{\text{F}}>\varepsilon _{c}=Q_{A,Z}-Q_{A,Z-1}+Q_{n},}
де {\displaystyle Q_{A,Z}} — енергія зв'язку ядра {\displaystyle (A,Z)}, і {\displaystyle Q_{n}=(m_{n}-m_{p}-m_{e})\cdot c^{2}=0{,}7825} МеВ — енергія бета-розпаду нейтрона.
Нейтронізація стає енергетично вигідним процесом. При кожному захопленні електрона енергії {\displaystyle \varepsilon _{e}} різниця {\displaystyle \varepsilon _{e}-\varepsilon _{c}} виноситься нейтрино, що утворюється в процесі, для якого товща зорі є прозорою (один із механізмів нейтринного охолодження), {\displaystyle \beta } -розпад радіоактивних ядер, що утворюються, заборонений принципом Паулі, оскільки електрони вироджені й усі можливі стани нижчої енергії {\displaystyle \varepsilon _{F}} вже зайняті, а енергії електронів у бета-розпадах не перевищують {\displaystyle \varepsilon _{c}} При великих енергіях Фермі такі ядра (зазвичай, нестабільні) стають стійкими.
Оскільки визначальним фактором є енергетичний ефект {\displaystyle \beta } -розпаду {\displaystyle \varepsilon _{c}}, то нейтронізація — пороговий процес і для різних елементів відбувається за різних енергій електронів (див. таблицю).
| Перша реакція нейтронізації            | Пороговя энергія {\displaystyle \varepsilon _{c1}}, МэВ | Порогова щільність {\displaystyle \rho _{c1}}, г/см3 | Пороговий тиск {\displaystyle P_{c1}}, Н/м2 | Друга реакція нейтронізації            | {\displaystyle \varepsilon _{c2}}, МэВ |
| -------------------------------------- | ------------------------------------------------------- | ---------------------------------------------------- | ------------------------------------------- | -------------------------------------- | -------------------------------------- |
| {\displaystyle {\ce {^1H -> n}}}       | 0,783                                                   | 1,22× 107                                            | 3,05× 1023                                  |                                        |                                        |
| {\displaystyle {\ce {^3He -> T}}}      | 0,0186                                                  | 2,95× 104                                            | 1,41× 1019                                  | {\displaystyle {\ce {T -> 3 n}}}       | 9,26                                   |
| {\displaystyle {\ce {^4He -> T + n}}}  | 20,6                                                    | 1,37× 1011                                           | 3,49× 1028                                  | {\displaystyle {\ce {T -> 3 n}}}       | 9,26                                   |
| {\displaystyle {\ce {^12C -> ^12B}}}   | 13,4                                                    | 3,90× 10                                             | 6,51× 1027                                  | {\displaystyle {\ce {^12B -> ^12Be}}}  | 11,6                                   |
| {\displaystyle {\ce {^16O -> ^16N}}}   | 10,4                                                    | 1,90× 10                                             | 2,50× 1027                                  | {\displaystyle {\ce {^16N -> ^16C}}}   | 8,01                                   |
| {\displaystyle {\ce {^20Ne -> ^20F}}}  | 7,03                                                    | 6,22× 109                                            | 5,61× 1026                                  | {\displaystyle {\ce {^20F -> ^20O}}}   | 3,82                                   |
| {\displaystyle {\ce {^24Mg -> ^24Na}}} | 5,52                                                    | 3,17× 109                                            | 2,28× 1026                                  | {\displaystyle {\ce {^24Na -> ^24Ne}}} | 2,47                                   |
| {\displaystyle {\ce {^28Si -> ^28Al}}} | 4,64                                                    | 1,96× 109                                            | 1,20× 1026                                  | {\displaystyle {\ce {^28Al -> ^28Mg}}} | 1,83                                   |
| {\displaystyle {\ce {^40Ca -> ^40K}}}  | 1,31                                                    | 7,79× 107                                            | 1,93× 1024                                  | {\displaystyle {\ce {^40K -> ^40Ar}}}  | 7,51                                   |
| {\displaystyle {\ce {^56Fe -> ^56Mn}}} | 3,70                                                    | 1,15× 109                                            | 5,29× 1025                                  | {\displaystyle {\ce {^56Mn -> ^56Cr}}} | 1,64                                   |

Результатом такої нейтронізації є зменшення концентрації електронів та заряду ядер за збереження концентрації нуклонів.

### Навколоядерні щільності: випаровування нейтронів з ядер
При «надзбагаченні» ядер нейтронами енергія зв'язку нуклонів падає, зрештою для таких ядер енергія зв'язку стає нульовою, що визначає межу існування нейтронно-надлишкових ядер. У такій ситуації подальше зростання щільності, що веде до захоплення електрона ядром, призводить до викиду з ядра одного або кількох нейтронів (при {\displaystyle \rho \sim 4\cdot 10^{11}} г/см 3):
{\displaystyle (A,Z)+{\rm {e}}^{-}\to (A-k,Z-1)+kn+\nu .}
У результаті при постійному тиску встановлюється обмінна рівновага між ядрами й вільним нейтронним газом, в межах краплинної моделі ядра така система розглядається як двофазна — що складається з ядерної рідини та нейтронного газу, енергія Фермі нуклонів обох фаз у рівноважному стані однакова. Точний вид діаграми стану такої системи залишається предметом досліджень, проте при {\displaystyle \rho \sim 2\cdot 10^{14}} г/см 3 відбувається фазовий перехід першого роду однорідної ядерної матерії.

### Щільності, що перевищують ядерні
Для надвисоких щільностей обмежуючим фактором є критерій Зельдовича: швидкість звуку {\displaystyle v_{s}} у такому щільному середовищі не повинна перевищувати швидкість світла {\displaystyle c}, що накладає обмеження рівняння стану:
{\displaystyle P\leqslant \varepsilon =\rho c^{2}.}
Важливість цього обмеження полягає в тому, що воно дійсне для будь-яких великих щільностей, про властивості ядерних взаємодій для яких відомо вкрай мало.

## Нейтронізація та стійкість зір
При нейтронізації речовини зменшується концентрація електронів при збереженні концентрації баріонів і відповідно зменшується її пружність: для виродженого електронного газу тиск {\displaystyle P=K\rho ^{5/3}}, але при нейтронізації через падіння об'ємної щільності електронів падає й тиск, додатковий внесок вносять і релятивістські ефекти, що призводить до іншої залежності тиску від щільності: {\displaystyle P=K\rho ^{4/3}}[джерело?].
Результатом стає втрата зорею гідростатичної рівноваги — нейтронізоване ядро зорі стискається, і хоча температура в ньому зростає, але, на відміну від звичайних зір, тиск газу, що протидіє стисканню, майже не залежить від температури. Зростанню температури, яке могло б призвести до зняття виродження за такої густини, перешкоджають процеси нейтринного охолодження. Швидкість такого об'ємного нейтринного охолодження, на відміну класичного поверхневого фотонного охолодження, не обмежена процесами перенесення енергії з надр зорі до її фотосфери — і, отже, нейтринна світність зорі на стадії швидкої нейтронізації при колапсі переважає порівняно з фотонною світністю.
Такий нейтринний спалах був зафіксований для наднової SN 1987A у Великій Магеллановій Хмарі (відстань ~50 кілопарсек).